# Camillo Agrippa

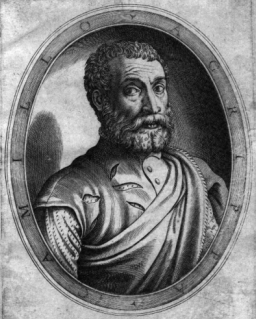
Camillo Agrippa

Camillo Agrippa a fost matematician, arhitect și inginer italian care a trăit în secolul al XVI-lea.
S-a născut la Milano și s-a instalat la Roma, unde a activat în cercul literar și artistic fondat de cardinalul Alessandro Farnese.
A colaborat cu Michelangelo, lucru susținut într-una din scrierile sale, în care preciza că a avut ca sarcină transportarea și montajul obeliscului din Piața Sf. Petru din Roma.

## Scrieri

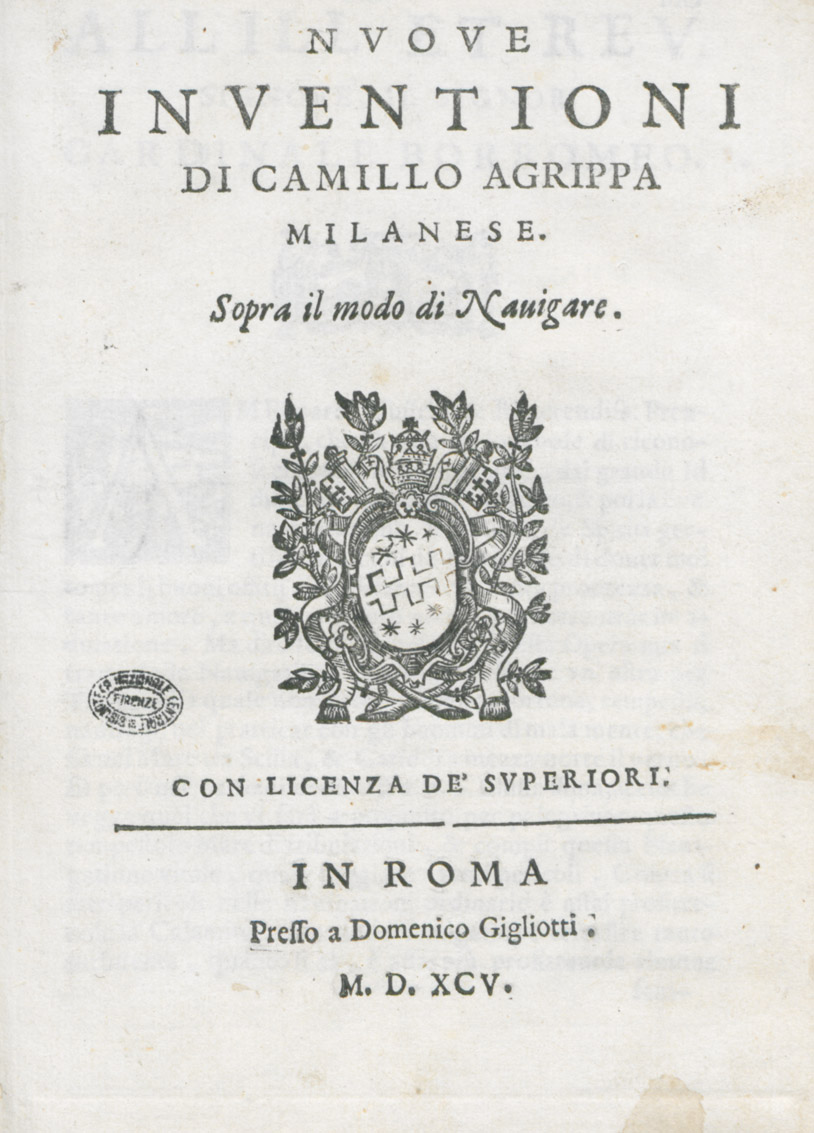
Nuove inventioni sopra il modo di navigare, 1595

- Trattato Di Scientia d’Arme, con un Dialogo di Filosofia, Roma, 1553, lucrare în care aplică metode geometrice în studiul tacticii militare.
- Trattato di trasportare la guglia in su la piazza di S. Pietro, Roma, 1583
- Nuove inventioni sopra il modo di navigare, Roma, 1595

Toate aceste lucrări au un conținut bogat de material matematic și sunt considerate ca rarități.